# Japanskt ormbär
Japanskt ormbär (Paris japonica) är en art i ormbärssläktet av familjen trebladsväxter. Den hade det största genomet av alla växter när den prövades: omkring 150 miljarder baspar långt. Växten, som är en oktoploid och förmodligen en allopolyploid hybrid av fyra arter, har 40 kromosomer. Den växer i subalpina områden i Japan.
Japanskt ormbär är en långsamt växande perenn som blommar i juli. Den blommar ganska sällan, med vit blomma formad som en stjärna. Blomman framträder över en virvel bestående av ungefär åtta stamblad. Växten föredrar kyliga, luftfuktiga och skuggiga områden. Med sina omkring 150 miljarder baspar av DNA per cell (vilket bidrar till ett genom omkring 50 gånger större än människans) har japanskt ormbär ansetts ha världens största genom. Sammanlagda uträtade DNA-spiraler från en enda cell skulle bli längre än 90 meter.
Blomman har 19 miljarder fler baspar än den föregående rekordhållaren, Protopterus aethiopicus, vars 130 miljarder baspar väger 132,83 pikogram per cell. Senare har även andra organismer analyserats och befunnits ha större genom. Polychaos dubium är den nuvarande rekordinnehavaren. Den har 670 miljarder baspar DNA per cell.